# Haplariopsis fagicola
Haplariopsis fagicola är en svampart som beskrevs av Oudem. 1903. Haplariopsis fagicola ingår i släktet Haplariopsis, divisionen sporsäcksvampar och riket svampar.   Inga underarter finns listade i Catalogue of Life.